# Amami (Kagošima)

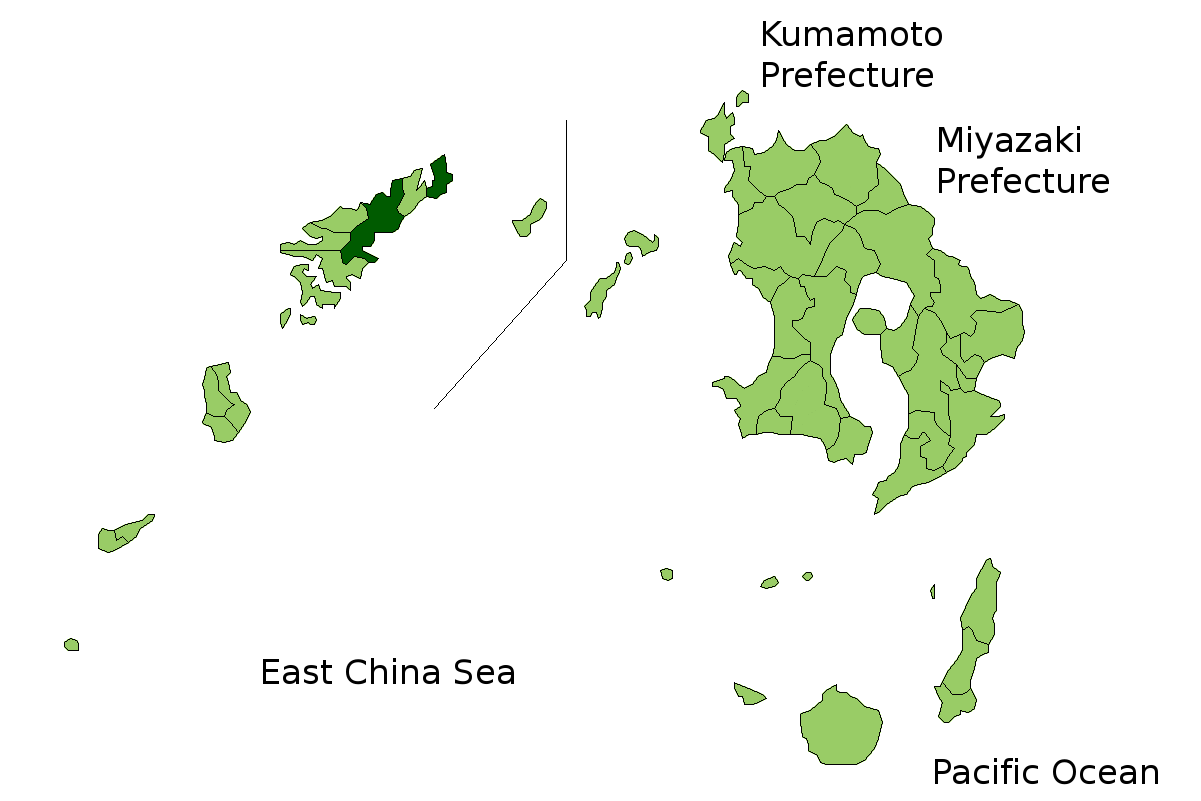
Poloha města Amami na mapě prefektury Kagošima

Amami (japonsky: 奄美市; Amami-ši) je město ležící na ostrově Amami Óšima v japonské prefektuře Kagošima.
Město vzniklo 20. března 2006 spojením měst Naze a Kasari a vesnice Sumijó.
1. srpna 2011 mělo město 45 500 obyvatel. Jeho celková rozloha je 306,07 km².